# Kvalspelet till världsmästerskapet i fotboll 2022 (interkontinentala kvalspel)
Det interkontinentala kvalspelet till världsmästerskapet i fotboll 2022 är den sista omgången i kvalspelet till världsmästerskapet i fotboll 2022 i Qatar.
Det fjärdeplacerade laget i CONCACAF:s kvalspel möter det förstaplacerade laget i OFC. Det femteplacerade laget i AFC möter det femteplacerade laget i CONMEBOL.

## Resultat

### AFC mot CONMEBOL
| AFC mot Conmebol | AFC mot Conmebol      | AFC mot Conmebol |
| ---------------- | --------------------- | ---------------- |
| AFC              | Resultat              | Conmebol         |
| Australien       | 0–0 (e.f.) (5–4 str.) | Peru             |

|             | 13 juni 2022 | Australien                                                                    | 0000 0 – 0 (e.fl.)         | Peru                                                                                      | Ahmed bin Ali Stadium                  |                                        |
| 21:00 UTC+3 | 21:00 UTC+3  |                                                                               | Rapport                    |                                                                                           | Doha Domare: Slavko Vinčić (Slovenien) | Doha Domare: Slavko Vinčić (Slovenien) |
| 21:00 UTC+3 | 21:00 UTC+3  |                                                                               |                            |                                                                                           | Doha Domare: Slavko Vinčić (Slovenien) | Doha Domare: Slavko Vinčić (Slovenien) |
| 21:00 UTC+3 | 21:00 UTC+3  | Martin Boyle Aaron Mooy Craig Goodwin Ajdin Hrustic Jamie Maclaren Awer Mabil | Straffsparksläggning 5 – 4 | Gianluca Lapadula Alexander Callens Luis Advíncula Renato Tapia Edison Flores Alex Valera | Doha Domare: Slavko Vinčić (Slovenien) | Doha Domare: Slavko Vinčić (Slovenien) |

### CONCACAF mot OFC
| Concacaf mot OFC | Concacaf mot OFC | Concacaf mot OFC |
| ---------------- | ---------------- | ---------------- |
| Concacaf         | Resultat         | OFC              |
| Costa Rica       | 1–0              | Nya Zeeland      |

|             | 14 juni 2022 | Costa Rica       | 1 – 0           | Nya Zeeland | Ahmed bin Ali Stadium                                                               |                                                                                     |
| 21:00 UTC+3 | 21:00 UTC+3  | Joel Campbell 3′ | (1 – 0) Rapport |             | Doha Publik: 10 803 Domare: Mohammed Abdulla Hassan Mohamed (Förenade arabemiraten) | Doha Publik: 10 803 Domare: Mohammed Abdulla Hassan Mohamed (Förenade arabemiraten) |
| 21:00 UTC+3 | 21:00 UTC+3  |                  |                 |             | Doha Publik: 10 803 Domare: Mohammed Abdulla Hassan Mohamed (Förenade arabemiraten) | Doha Publik: 10 803 Domare: Mohammed Abdulla Hassan Mohamed (Förenade arabemiraten) |
| 21:00 UTC+3 | 21:00 UTC+3  |                  |                 |             | Doha Publik: 10 803 Domare: Mohammed Abdulla Hassan Mohamed (Förenade arabemiraten) | Doha Publik: 10 803 Domare: Mohammed Abdulla Hassan Mohamed (Förenade arabemiraten) |